# 1899 год в истории железнодорожного транспорта
1899 год в истории железнодорожного транспорта

## События
- Январь — открыта линия Красноярск—Иркутск (1018 вёрст).

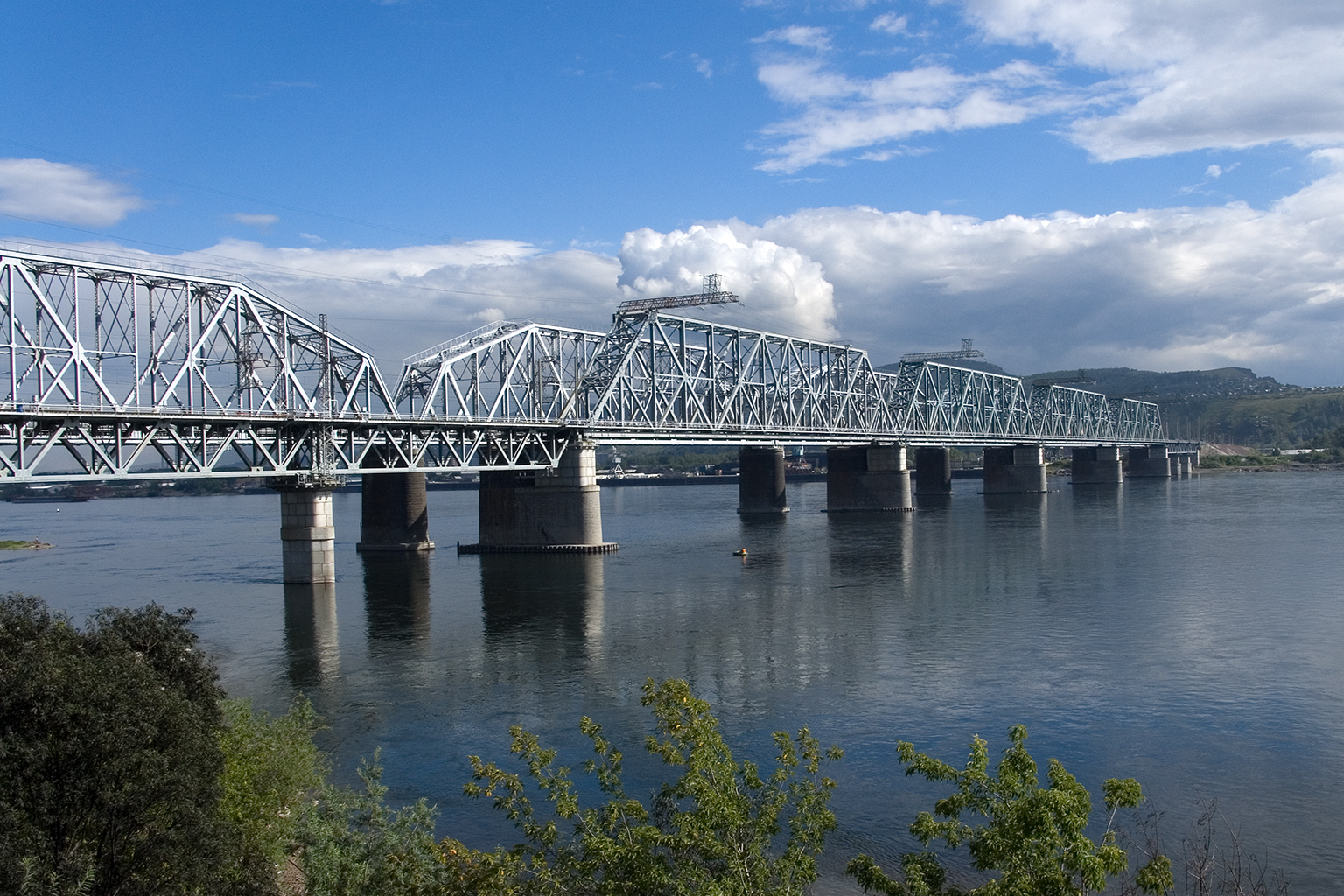
Мост через Енисей

- 28 марта — первый поезд прошёл по новому железнодорожному мосту через реку Енисей. В 1900 году это сооружение, наряду с Эйфелевой башней было удостоено Гран-при и золотой медали Всемирной выставки в Париже — «За архитектурное совершенство и великолепное техническое исполнение».
- Май — открыты линии Олита — Гродно (184 версты), Самарканд — соединение с Ташкентской железной дорогой (331 верста), Черняево — Андижан (305 вёрст).
- Июль — открыта линия Тихорецкая — Царицын (500 вёрст).
- Август — открыта линия Рудница — Ольвиополь (183 версты).
- Октябрь — открыты линии Москва — Брянск (354 версты), Тумская — Рязань (85 вёрст, ныне демонтирована).
- Ноябрь — открыта линия Пермь — Вятка — Котлас (812 вёрст).
- Декабрь — открыты линии Данков — Смоленск (498 вёрст), Тифлис — Карс (278 вёрст).
- Начато строительство Кругобайкальской железной дороги.
- В России построена сортировочная горка на станции Ртищево.[1]
- На заводе «Русский дизель» в Петербурге начался выпуск первых тепловых двигателей для локомотивов.[1]
- В Корее построена первая железнодорожная линия Инчхон (Чемульпо) — Норианичжин длиной более 33 километров.[1]

## Новый подвижной состав
- На Брянском заводе построено 10 сочленённых паровозов серии G (с 1912 г. — Ѳ) типа 0-3-0+0-3-0 конструкции инженера Е.Е. Нольтейна.[1]
- Лондонская и Юго-Западная железная дорога начала строительство паровозов серии LSWR T9 class, которые проработали на железных дорогах Англии до перехода на дизельную тягу в 1950-х годах[2].

## Персоны

### Скончались
- Константин Николаевич Посьет — русский адмирал, мореплаватель, видный государственный деятель, министр путей сообщения.